# 오스기타니촌 (이시카와현)
오스기타니촌(大杉谷村)은 이시카와현 노미군에 존재했던 촌이다.

## 지리
- 현재 고마쓰시 남부, 가케하시강 최상류 계곡에 인접한 남북으로 긴 마을이다.
- 촌의 북쪽에서는 차 재배도 이루어졌다. 산간 지역인 남부에서는 임업과 숯 제조가 활발하게 이루어졌다.

## 역사
- 1889년 4월 1일 - 정촌제 시행에 의해 노미군 오스기타니촌이 성립하였다.
- 1956년 9월 30일 - 고마쓰시에 편입되었다.